# واردئی
واردئی (به هلندی: Waarde) یک منطقهٔ مسکونی در هلند است که در شهرستان ریمرس‌وال واقع شده‌است. واردئی ۱٬۲۲۱ نفر جمعیت دارد.